# Shit on You
Shit on You (titolo censurato anche in Sh*t on You o S*** on You) è il primo singolo del gruppo hip hop statunitense D12, pubblicato nel 2000 ed estratto dall'album Devil's Night.

## Tracce
- CD (Europa)/Cassetta (UK)

1. Shit on You (single version) – 5:30
2. Under the Influence – 5:14

- Maxi Singolo (UK/Europa)

1. Shit on You (single version) – 5:30
2. Under the Influence – 5:14
3. Shit on You (instrumental) – 5:19
4. Shit on You (music video) – 5:26

- CD (USA)

1. Shit on You (street mix) – 5:30
2. Shit on You (clean version) – 5:30
3. Shit on You (acapella) – 5:26
4. Shit on You (instrumental) – 5:19

- 12" vinile (UK)

1. Shit on You – 5:30
2. Shit on You (instrumental) – 5:19
3. Under the Influence – 5:14